# جون موريس (لاعب دوري الرغبي)
جون موريس (بالإنجليزية: John Morris)‏ هو لاعب دوري الرغبي أسترالي، ولد في 29 يوليو 1980 في سكون ‏ في أستراليا.